# J'irai cracher sur vos tongs
Pour plus de détails, voir Fiche technique et Distribution.
J'irai cracher sur vos tongs est un film français réalisé par Michel Toesca et sorti en 2005.

## Fiche technique
- Réalisation : Michel Toesca
- Scénario : Michel Toesca, d'après le roman Les Carnets du sous-sol de Fiodor Dostoïevski
- Photographie : Germain Desmoulins, Katell Djian
- Musique : Arthur Simon
- Décors : Antoine Platteau
- Montage : Julie Pelat
- Durée :
- Date de sortie: 
  - France : 2 mars 2005

## Distribution
- Sacha Bourdo : Micha
- Valérie Trajanovsky : Lola
- Romain Longuépé : Charles
- Patrick Chesnais : le père de Lola
- Laetitia Fourcade : l'amie de Lola

## Origine du titre
Le titre du film est un jeu de mots faisant allusion au roman de Boris Vian J'irai cracher sur vos tombes. 

Le réalisateur explique le pourquoi du mot tongs : 

« Depuis quelques années, j'ai remarqué que les filles portaient volontiers des tongs l'été, même en ville. Et les pieds des femmes ont toujours été objets de fantasmes. C'est une allusion au côté fétichiste du personnage. Il faut dire que, comme lui, je trouve que le "V" des tongs sur le dessus du pied nu a quelque chose de très érotique… »

## Critiques
Pour L'Express, le désir frustré du héros de Michel Toesca et l'impossibilité de passer à l'acte conduit à une conclusion dramatique, tout comme dans 9 Songs de Michael Winterbottom.